# Pont de Laukko
Le pont de Laukko (finnois : Laukonsilta) est un pont pour la circulation douce reliant les quartiers Ratina et Nalkala  au centre de Tampere en Finlande

## Présentation
Le pont traverse les rapides Tammerkoski entre Ratina et Laukontori.
L'ouvrage est un pont à haubans en béton précontraint. 
Le tablier du pont est horizontal et est incliné dans les directions transversale et longitudinale.
Le tablier est soutenu par des cordes en acier soutenues par un seul pylône incliné en acier.
Le haut du pylône est à environ 46,5 mètres de la surface de l'eau et à environ 38,5 mètres du tablier du pont. 
La largeur utile du pont est de 5 mètres et la longueur totale est de 150 mètres,,.

## Galerie

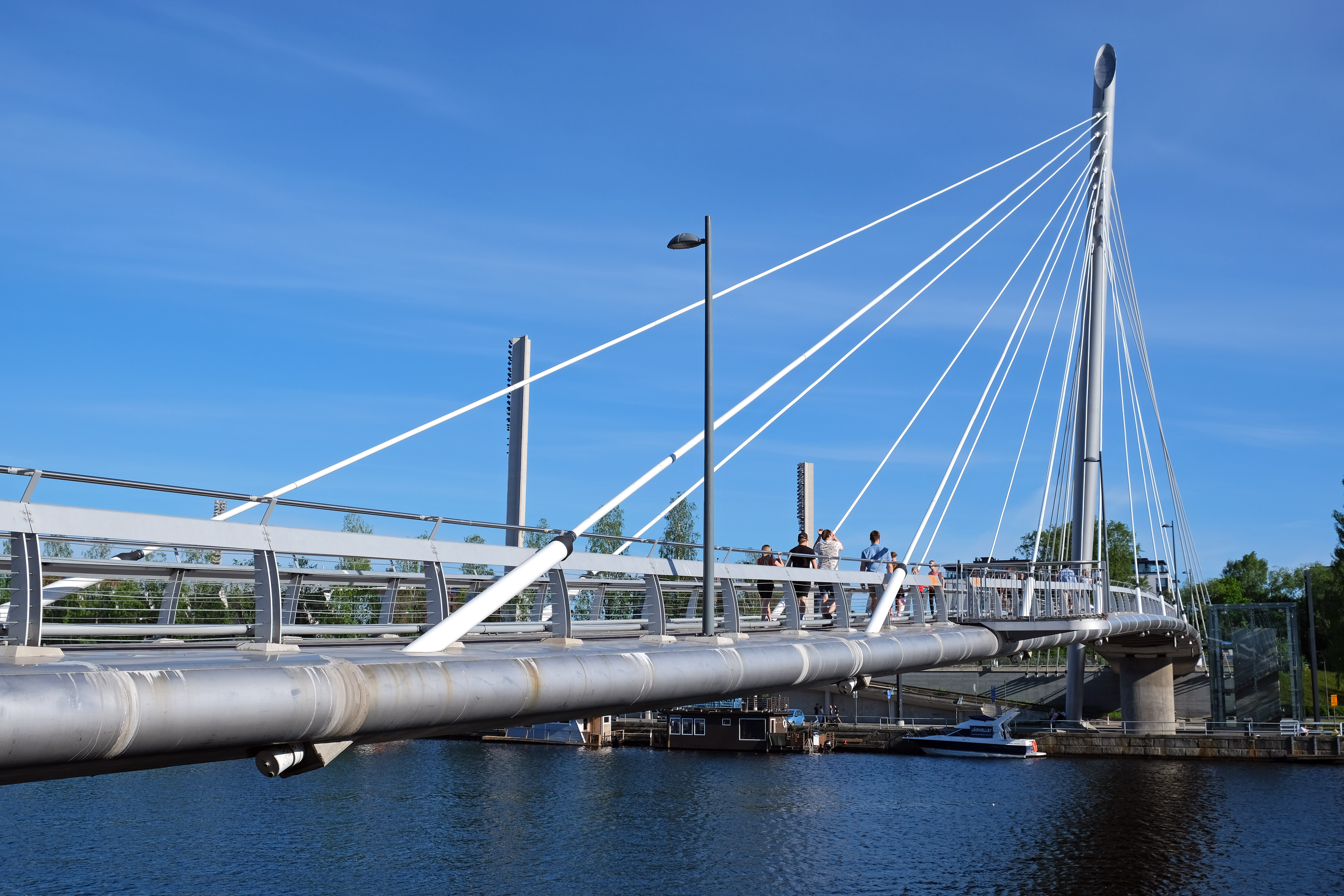
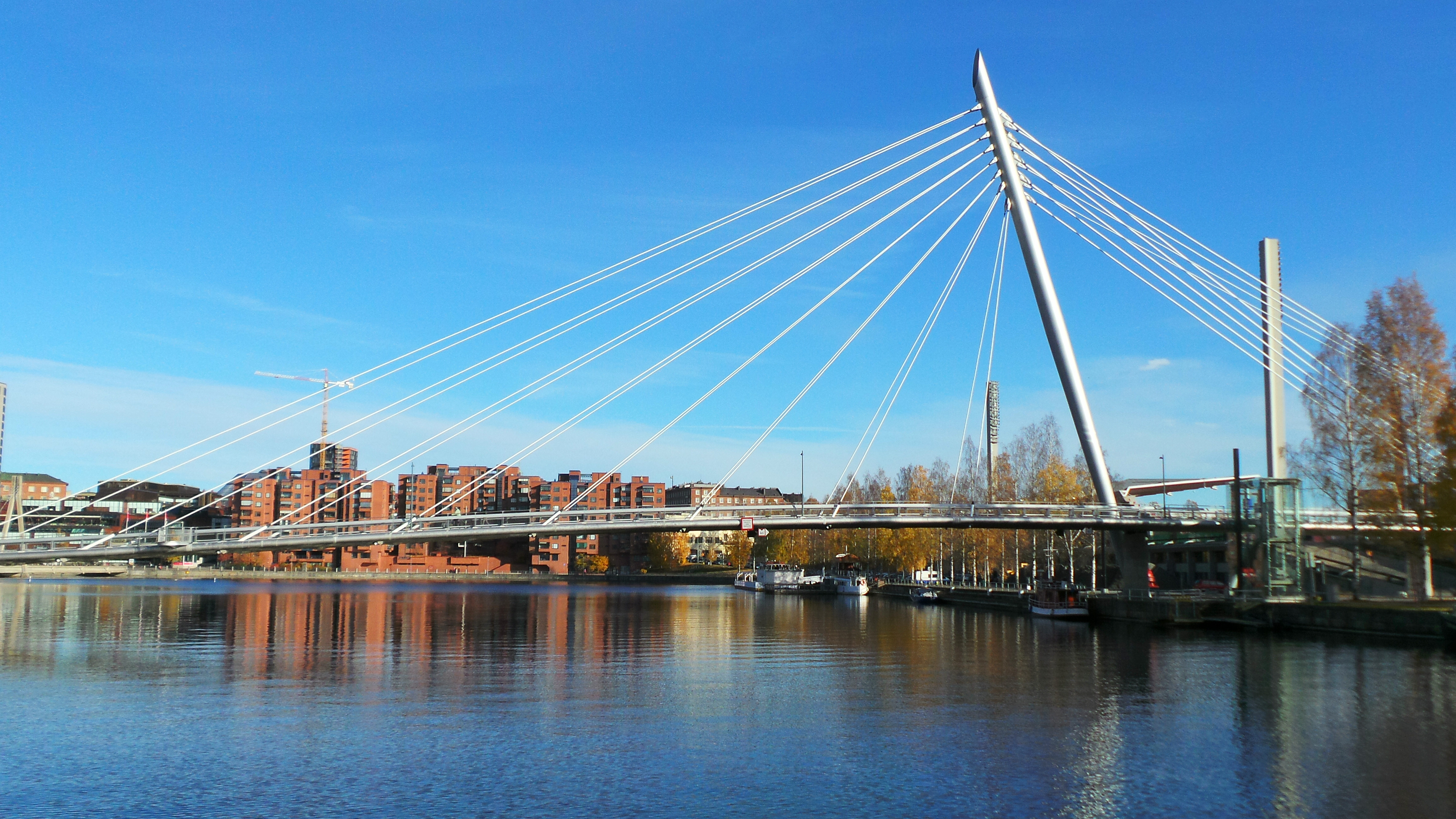
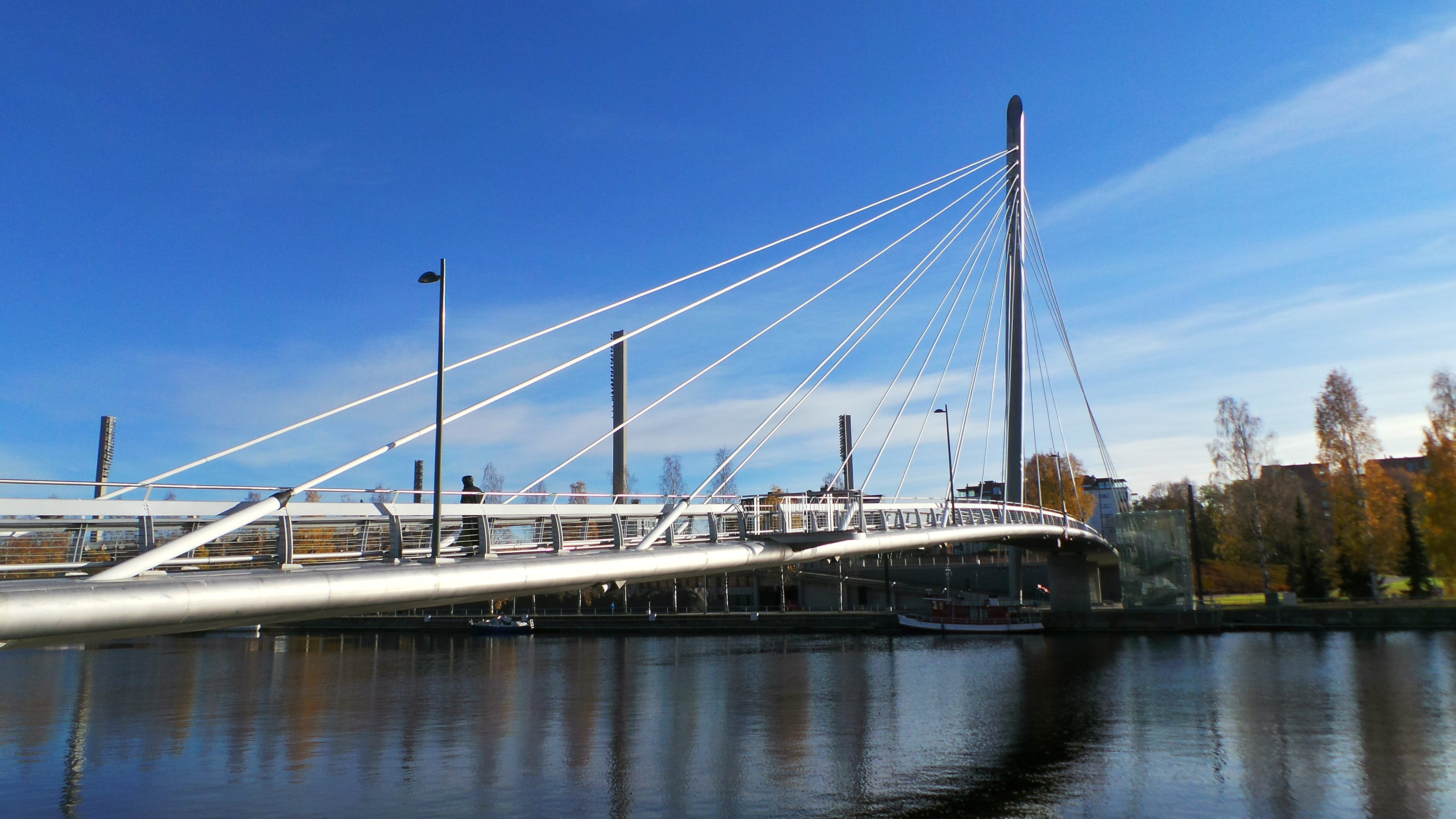
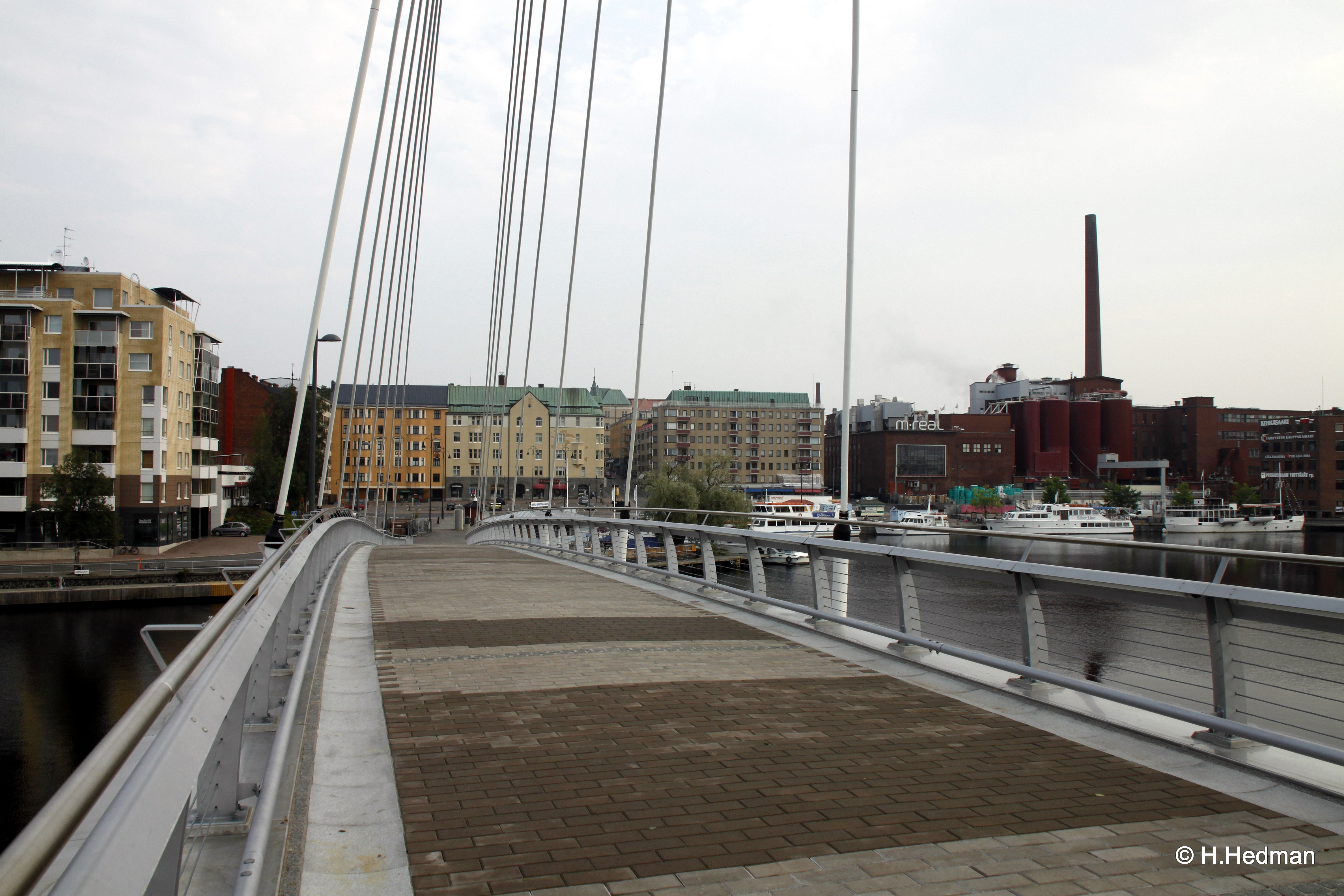
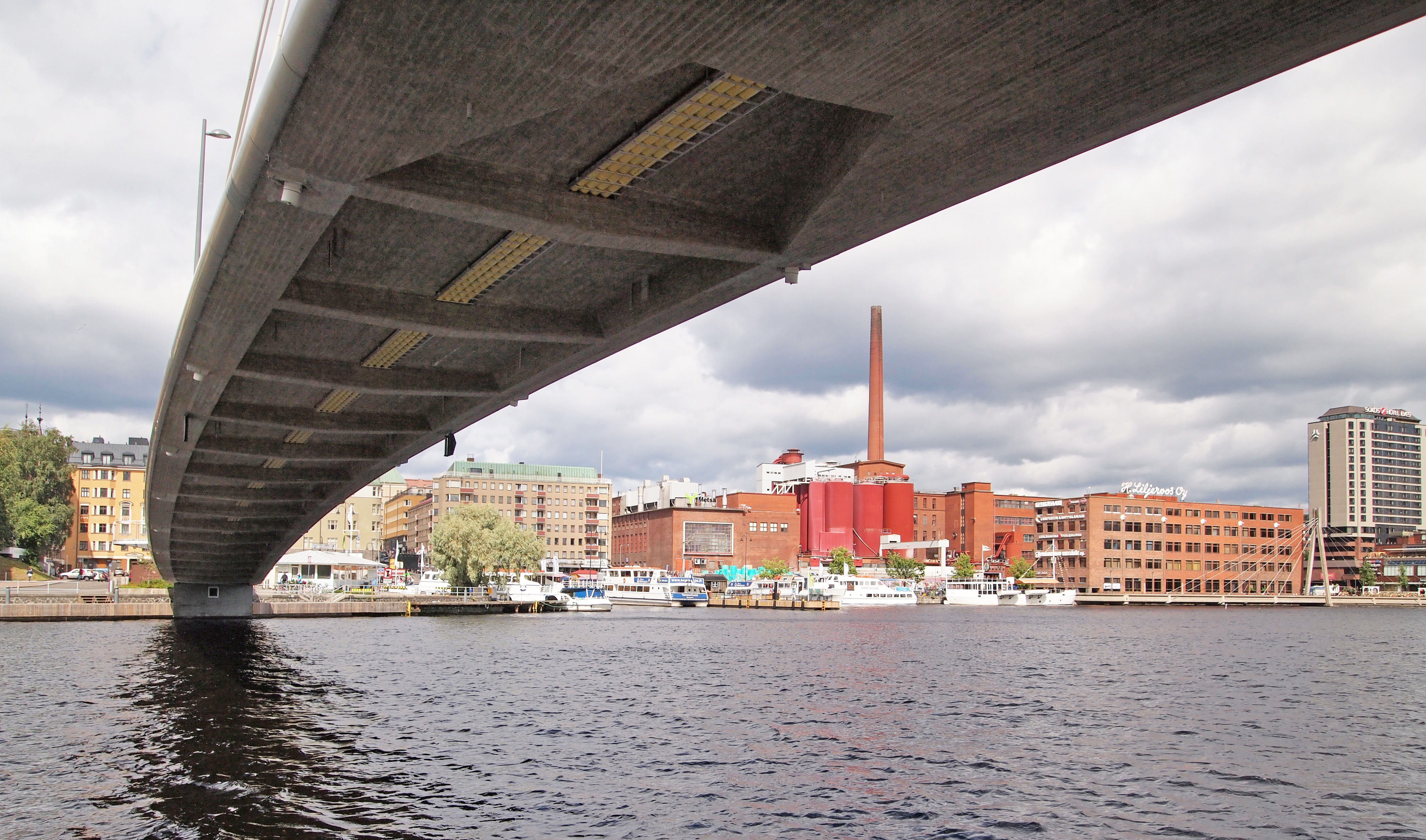
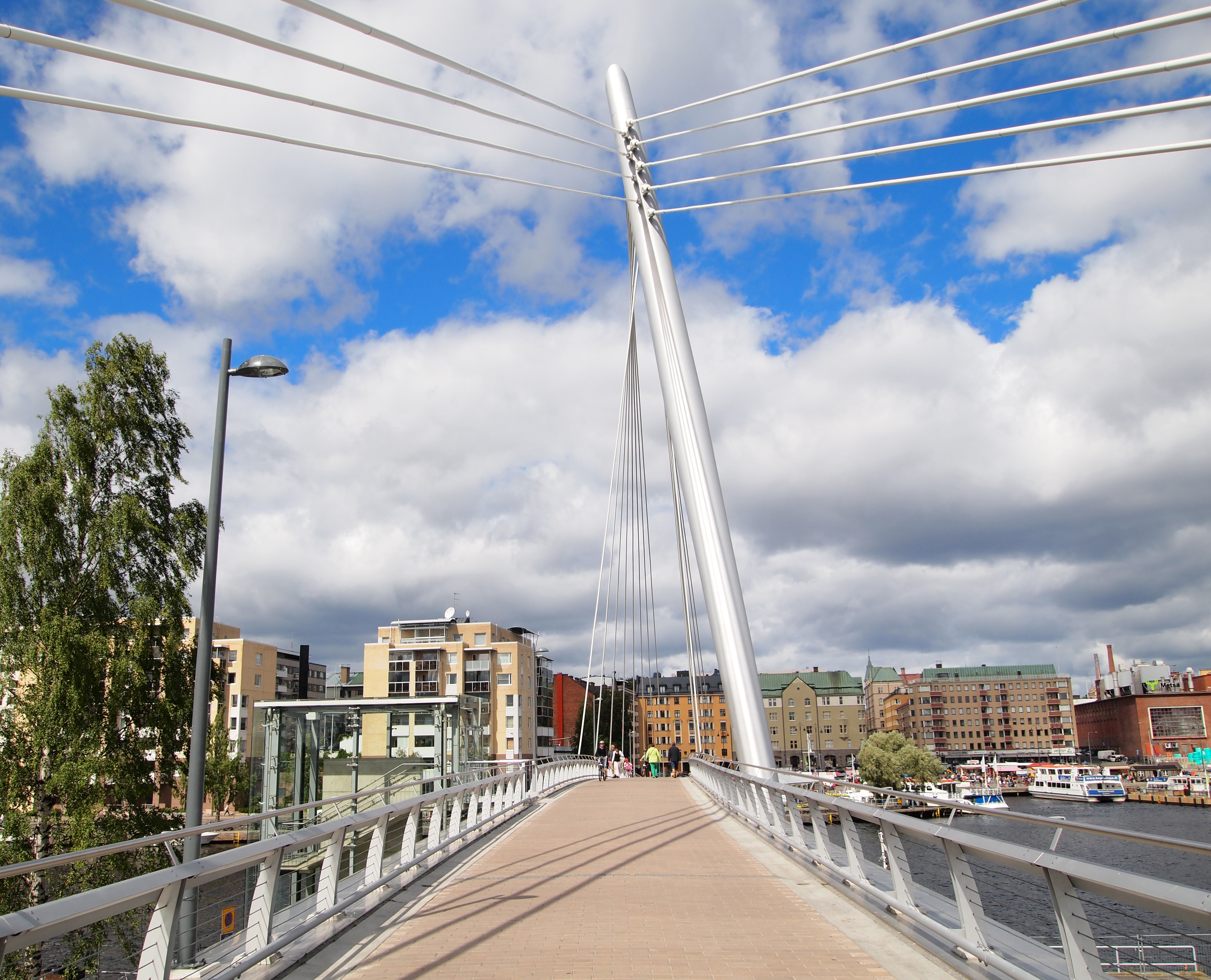
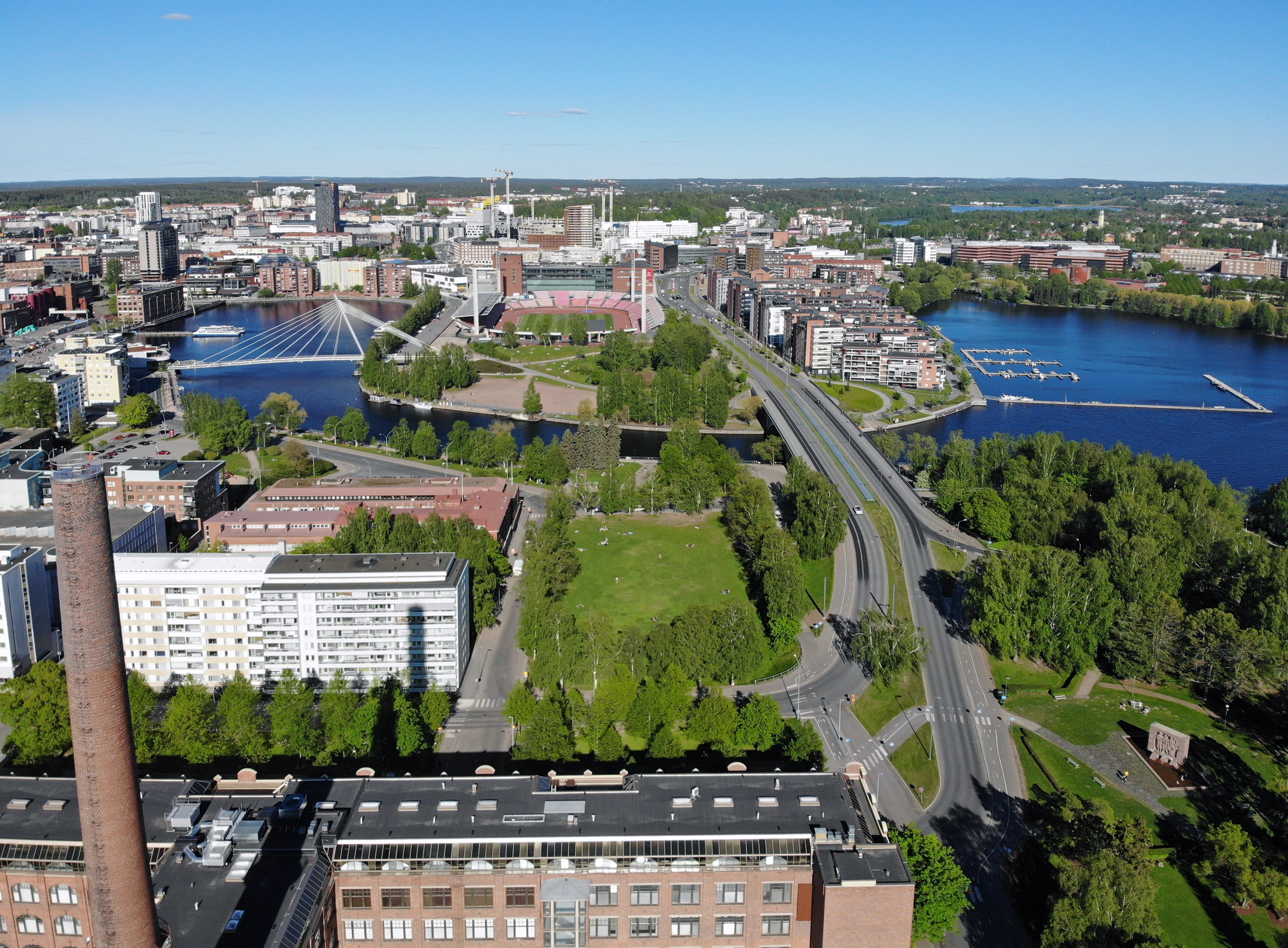

## Prix
- Pont de l'année 2011